# Bomb Peak
Bomb Peak är en bergstopp i Antarktis. Den ligger i Östantarktis. Nya Zeeland gör anspråk på området. Toppen på Bomb Peak är 750 meter över havet.
Terrängen runt Bomb Peak är varierad. Trakten är obefolkad. Det finns inga samhällen i närheten. 